# Francesco Barberini (monsignor)
Francesco Barberini (Firenze, 1528 – Roma, maggio 1600) è stato un mercante italiano e poi protonotario apostolico. È un importante membro della famiglia Barberini.

## Biografia
Diventato molto ricco, Francesco si era  molto occupato dell'educazione del nipote Maffeo Barberini, il futuro Papa Urbano VIII. 
In gratitudine, Maffeo onorava lo zio nella cappella della famiglia in Sant'Andrea della Valle, e più tardi, dopo l'elezione al papato, commissionò il suo busto da Gianlorenzo Bernini.